# عبد الغفار الدروبي
الشيخ عبد الغفار بن عبد الفتاح بن عبد السلام بن يوسف بن عبد الغني الدروبي الحمصي مولدا ونشأة، والمكي سكنا وإقامة.

## المولد
ولد في حمص من سورية عام 1338 هـ) الموافق 1920م، وتربى في حجر والده الشيخ عبد الفتاح بن عبد السلام الدروبي.

## وفاته
توفي في جدة من السعودية 1430 هـ الموافق 2009م.

## حياته وعلمه
درس العلوم العربية والشرعية على عدد من علماء حمص كالشيخ عبد القادر الخوجه والشيخ أنيس الكلاليب، والشيخ محمد علي عيون السود، ووالده الشيخ عبد الفتاح، وقرأ القراءات على الشيخ عبد العزيز عيون السود، وأجازه أئمة أعلام، وهم:
- أخذ عن والده القراءات العشر إفرادا، وقرأ عليه أكثر من عشرين ختمة، وقد أجازه في هذه القراءات.
- قرأ على الشيخ عبد العزيز عيون السود القراءات العشر من طريق الشاطبية والدرة، وأجازه بها وبكل ما يصح له روايته في الحديث وغيره.
- قرأ على الشيخ محمد العربي بن التباني السطيفي الجزائري، وأجازه إجازة عامة بكل مروياته (1315-1390هـ) الموافق (1897-1970م).
- قرأ على الشيخ محمد سعيد النعسان «مفتي حماه» (1284-1387هـ) الموافق (1867-1967م)، وأجازه إجازة عامة بكل مروياته.
- قرأ على العلامة الشيخ محمد توفيق الصباغ الشيرازي (1292-1397هـ) الموافق (1875-1972م)، وأجازه إجازة عامة بكل مروياته.
- قرأ على العلامة الشيخ الشريف محمد العربي بن محمد المهدي العزوزي الإدريسي الحسني أمين الإفتاء في لبنان (1308-1382هـ) الموافق (1891-1963م)، وأجازه إجازة عامة بكل مروياته.
- أجازه العلامة الشيخ مسند العصر أبو الفيض علم الدين محمد ياسين بن محمد عيسى الفاداني (1335-1410هـ) الموافق (1916-1990م) إجازة عامة بكل مروياته ومسموعاته ومقروءاته، بعد أن استجازه له الأخ الشيخ يحيى غوثاني، وأرسل له الشيخ محمد ياسين كتبه ممهورة بختمه.
- أجازه العلامة المحدث المسند الرُّحَلَة الشريف عبد الله بن محمد الصديق الغماري الطنجي (1328-1413هـ) الموافق (1910-1993م) إجازة عامة بكل مروياته ومسموعاته ومقروءاته، بعد أن استجازه له الأخ الشيخ يحيى غوثاني.
- أجازه العلامة المحدث الشيخ نعيم النعيميّ الجزائريّ البسكريّ، ثمّ القسنطينيّ (1327-1393هـ) الموافق (1909-1973م) بكل مروياته، وكانت هذه الإجازة عندما جاء الشيخ المحدث إلى حمص للقراءة على الشيخ عبد العزيز عيون السود.
- أجازه العلامة الشيخ مالك بن العربي السنوسي إجازة عامة.
- أجازه العلامة الشيخ فتح محمد الباكستاني في القراءات العشر.
- أجازه العلامة الشيخ عبد الله بن أحمد الناخبي شاعر الدولتين (1323-1428هـ) الموافق (1905-2007م) إجازة عامة.
- أجازه العلامة الشيخ محمد بن أحمد الشاطري (1331-1422هـ) الموافق (1913-2001) إجازة عامة.
- أجازه بالرواية عنه الشيخ بكري بن عبد المجيد الطرابيشي المولود في (1336هـ).

ومن أهم من قرأ عليه ولده المقرئ الفرضي الشيخ محمد فيصل، وحفيده المقرئ المتفنن عبد الغفار، والذين قرؤوا عليه يخطئهم الحصر، ومن بقاع الأرض المختلفة. درس أكثر من سبعة عشر عاما في قسم القراءات في جامعة أم القرى في مكة المكرمة.
أما إسناده في القراءات العشر فيقول: قرأت القرآن على:
1.	عبد العزيز بن محمد علي عيون السود (1335-1399ه) الموافق (1917-1979م)، وهو على:
2.	محمد سليم الحلواني شيخ قراء دمشق (1285-1363ه) الموافق (1868-1944م)، وهو على والده:
3.	أحمد الحلواني (1228-1307ه) الموافق (1813-1890م)، وهو على:
4.	أحمد بن رمضان المرزوقي شيخ قراء مكة المعظمة (1205-1281ه) الموافق (1791-1864م)، وهو على:
5.	إبراهيم بن بدوي بن أحمد العبيدي، كان حيا في (1136ه ) الموافق (1724م)، وهو على:
6.	عبد الرحمن بن حسن بن عمر الأُجهوري تُوفِّيَ في (27/رجب/1198ه) الموافق (28/6/1783م)، وهو على:
7.	أحمد بن السماح البقري الشافعي، كان حيا في (1140ه) الموافق (1728م)، وهو على:
8.	أبي الإكرام محمد بن قاسم بن إسماعيل البقري (1018-1111ه) الموافق (1609-1700م)، وهو على:
9.	عبد الرحمن بن شحاذة اليمني (975-1050ه) الموافق (1568-1640م)، وهو على:
10.	علي بن محمد بن غانم المقدسي (920-1004ه) الموافق (1514-1596م) وهو على:
11.	محمد بن إبراهيم السمديسي (853-932ه) الموافق (1449-1526م)، وهو على:
12.	أحمد بن أسد الأميوطي (808-872ه) الموافق (1406-1468م)، وهو على:
محمد الجزري (751-833ه) الموافق (1350-1430م) فهذه اثنا عشر رجلا ثقات إليه -إلى محمد الجزري شيخ القراء في القراءات-.